# Harry L. Fraser
Pour les articles homonymes, voir Fraser.
Harry L. Fraser est un réalisateur, scénariste, acteur et producteur américain né le 31 mars 1889 à San Francisco, Californie (États-Unis), mort le 8 avril 1974 à Pomona (États-Unis).

## Filmographie

### Comme réalisateur
- 1925 : Oil and Romance
- 1925 : Queen of Spades
- 1925 : West of Mojave (en)
- 1925 : The Wildcat
- 1926 : Sheep Trail
- 1926 : The Fighting Gob
- 1926 : General Custer at Little Big Horn
- 1926 : Luke's Warm Daze
- 1927 : Cross Country Run
- 1929 : Cross Country Run
- 1931 : Straight Goods
- 1931 : Bare Knees
- 1931 : Open House
- 1931 : Night Class
- 1931 : The Montana Kid
- 1931 : Oklahoma Jim
- 1931 : Land of Wanted Men
- 1932 : Ghost City (en)
- 1932 : The Reckoning (en)
- 1932 : Texas Pioneers (en)
- 1932 : Vanishing Men (en)
- 1932 : Mason of the Mounted (en)
- 1932 : Law of the North (en)
- 1932 : Honor of the Mounted (en)
- 1932 : Broadway to Cheyenne (en)
- 1932 : The Man from Arizona (en)
- 1932 : The Savage Girl (en)
- 1933 : The Diamond Trail (en)
- 1933 : The Fugitive (en)
- 1933 : Rainbow Ranch (en)
- 1933 : The Fighting Parson (en)
- 1933 : The Wolf Dog (en)
- 1934 : Randy le solitaire (Randy Rides Alone)
- 1934 : The Tonto Kid
- 1934 : Fighting Through (en)
- 1934 : Gunfire
- 1934 : Sous le soleil d'Arizona ('Neath the Arizona Skies)
- 1935 : The Reckless Buckaroo (en)
- 1935 : The Pecos Kid (en)
- 1935 : Wagon Trail (en)
- 1935 : Social Error (en)
- 1935 : Rustler's Paradise (en)
- 1935 : Fighting Pioneers (en)
- 1935 : Saddle Aces (en)
- 1935 : Wild Mustang (en)
- 1935 : Last of the Clintons (en)
- 1936 : Ghost Town (en)
- 1936 : Hair-Trigger Casey (en)
- 1936 : Wildcat Saunders (en)
- 1936 : Feud of the West (en)
- 1936 : The Riding Avenger (en)
- 1936 : Romance Rides the Range (en)
- 1936 : Cavalcade of the West (en)
- 1936 : Fury Below (en)
- 1936 : Aces Wild (en)
- 1937 : Bargain with Bullets (en) (Gangsters on the Loose)
- 1937 : Dark Manhattan (en)
- 1937 : Galloping Dynamite (en)
- 1937 : Heroes of the Alamo (en)
- 1937 : Jungle Menace
- 1938 : Spirit of Youth (en)
- 1938 : Six Shootin' Sheriff (en)
- 1938 : Songs and Saddles (en)
- 1939 : Lure of the Wasteland (en)
- 1940 : Phantom Rancher (en)
- 1940 : Lightning Strikes West (en)
- 1941 : Jungle Man (en)
- 1944 : Outlaw Roundup (en)
- 1944 : Brand of the Devil (en)
- 1944 : Gunsmoke Mesa (en)
- 1945 : Enemy of the Law (en)
- 1945 : The White Gorilla (en)
- 1945 : Three in the Saddle (en)
- 1945 : Frontier Fugitives (en)
- 1945 : Flaming Bullets (en)
- 1945 : The Navajo Kid (en)
- 1946 : Six Gun Man (en)
- 1946 : Ambush Trail (en)
- 1946 : The People's Choice
- 1946 : Thunder Town (en)
- 1946 : Jungle Terror
- 1949 : Stallion Canyon (en)
- 1952 : Craig Kennedy, Criminologist (série TV)
- 1954 : L'Amour parmi les monstres (Chained for Life)

### Comme scénariste
- 1926 : Sheep Trail
- 1930 : The Lone Defender
- 1930 : Alias the Bandit
- 1930 : Wings of Adventure
- 1930 : The Leather Pushers
- 1931 : Campus Champs
- 1931 : Hot Wires
- 1931 : Cavalier of the West (en) de  John P. McCarthy
- 1932 : The Reckoning (en)
- 1932 : Texas Pioneers (en)
- 1932 : Broadway to Cheyenne (en)
- 1933 : The Gallant Fool (en)
- 1933 : The Return of Casey Jones (en)
- 1933 : The Fighting Parson (en)
- 1933 : Galloping Romeo (en)
- 1933 : Ranger's Code (en)
- 1934 : The Tonto Kid
- 1934 : Fighting Through
- 1934 : Gunfire
- 1935 : Wagon Trail (en)
- 1935 : Rustler's Paradise (en)
- 1935 : Fighting Pioneers (en)
- 1935 : Saddle Aces (en)
- 1935 : Wild Mustang (en)
- 1935 : Last of the Clintons (en)
- 1936 : Ghost Town (en)
- 1936 : Hair-Trigger Casey (en)
- 1936 : Wildcat Saunders (en)
- 1938 : Six Shootin' Sheriff (en)
- 1938 : Songs and Saddles (en)
- 1943 : Batman
- 1944 : Captain America
- 1944 : I Accuse My Parents (en)
- 1944 : Dead or Alive (en)
- 1945 : Enemy of the Law (en)
- 1946 : Six Gun Man (en)
- 1946 : Chick Carter, Detective (en) de Derwin Abrahams (en)
- 1946 : Son of the Guardsman (en) de Derwin Abrahams (en)
- 1948 : Tex Granger, Midnight Rider of the Plains (en) de Derwin Abrahams (en)
- 1951 : Abilene Trail (en) de  Lewis D. Collins

### Comme acteur
- 1915 : The Celestial Code de Raoul Walsh
- 1916 : Le Masque aux dents blanches (The Iron Claw) de George B. Seitz et Edward José : le masque qui rit
- 1917 : The Mystery of the Double Cross (en) de Louis J. Gasnier et William Parke
- 1921 : Burn 'Em Up Barnes (en) de Colbert Clark et Armand Schaefer
- 1923 : Luck de C.C. Burr (en) : un avocat
- 1927 : Soft Cushions  d'Edward F. Cline : le citoyen
- 1932 : Honor of the Mounted (en) : receveur des Postes
- 1934 : Sous le soleil d'Arizona ('Neath the Arizona Skies) de lui-même

Comme producteur
- 1926 : Sheep Trail
- 1945 : The White Gorilla (en)